# Gilbert Boss
Pour les articles homonymes, voir Boss (homonymie).
Gilbert Boss est un philosophe québécois d'origine suisse. 

## Carrière
Ancien étudiant de Fernand Brunner, il est actuellement professeur titulaire de philosophie à l'Université Laval (Québec), président de la Société philosophique de Québec et codirecteur des Éditions du Grand Midi (Zurich, Québec). Il dirige à la Faculté de Philosophie de l'Université Laval l'Atelier des Arts Philosophiques, dont l'une des activités principales est la recherche de nouveaux moyens d'expression sur ordinateur pour la philosophie.
Gilbert Boss est un spécialiste de Spinoza et des philosophes anglo-saxons (notamment Thomas Hobbes, David Hume et John Stuart Mill dont il a d'ailleurs traduit et commenté l'ouvrage De la liberté). Il s'est également intéressé à la notion de justice sociale popularisée par le philosophe libéral américain John Rawls. 
Loin de limiter son champ de recherches à des thèmes et des auteurs "classiques" de la philosophie, Gilbert Boss a également proposé une réflexion très actuelle sur les rapports entre philosophie et informatique. Sur ces domaines en apparence incompatibles, il a écrit deux ouvrages pionniers : Les Machines à penser. L'homme et l'ordinateur (1987) et Jeux de concepts. Ce dernier ouvrage est un livre interactif inédit en philosophie qui ne peut se lire que sur ordinateur. C'est d'ailleurs le premier jeu francophone de philosophie sur ordinateur à avoir été créé. Il s'agit d'une sorte de labyrinthe que le joueur construit par sa propre démarche réflexive.
En plus d'avoir publié une douzaine d'ouvrages, Gilbert Boss est l'auteur de nombreux articles publiés autant en Amérique du Nord qu'en Europe.

## Idées principales
Dans son ouvrage La différence des philosophies - Hume et Spinoza, Boss défend l'idée paradoxale que la vérité est fondamentalement multiple, et que donc plusieurs philosophies peuvent être vraies en même temps, quoique réellement différentes, comme il le montre à propos de Hume et de Spinoza. Cette thèse implique un abord très différent de la philosophie à travers son histoire, qui devient le lieu d'un dialogue infini des philosophes.
Dans cette même ligne, il propose une approche différente des textes philosophiques par ce qu'il nomme "lecture philosophique" dans le livre portant ce titre. Cette approche n'est plus centrée sur des intérêts historiques, mais sur le dialogue que permettent les œuvres des philosophes lorsqu'on les aborde en tant que lieux d'exercices philosophiques, car Boss soutient que les ouvrages véritablement philosophiques sont davantage des engins pour ce type d'exercice que des exposés théoriques.
Cette pratique conduit d'ailleurs aussi à un autre rapport entre l'interprétation des œuvres des philosophes, qu'on tend à classer du côté de l'histoire de la philosophie, d'un côté, et l'invention conceptuelle ou philosophique, de l'autre, puisque ces deux pratiques se fondent en une seule. Et c'est ainsi que Boss développe souvent ses idées avec les philosophes qu'il cherche à comprendre en même temps qu'il pose avec eux certains problèmes.
Dans ses Jeux de concepts, auxquels il a donné une introduction sur Internet, Boss développe un système philosophique fondé sur l'idée de la multiplicité de la vérité, et un engin d'exercice philosophique basé sur le mode d'interaction particulière dans lequel le lecteur peut être amené à entrer grâce à l'usage d'une écriture spécifique sur ordinateur, constituant dans cette œuvre un labyrinthe qui doit être parcouru de l'intérieur sans repère extérieur.
En philosophie politique, Boss se situe dans la ligne d'un libéralisme radical, la fonction de la société étant d'assurer le plus grand bonheur des individus, lié intimement à la liberté dont ils jouissent en société. Dans La fin de l'ordre économique, il fait une critique fondamentale de ce qu'il nomme l'économisme, conçu comme une forme de religion de l'économie. Il redéfinit la propriété, son rapport au travail, la fonction de l'argent, il propose une nouvelle reconnaissance des fonctions de la culture, une limitation et transformation du marché, l'abolition des structures familiales et une entreprise de réforme radicale initiée par la création de ce qu'il nomme un chantier culturel. Dès son livre de 1987, Les machines à penser - l'homme et l'ordinateur, il soutenait l'idée d'un revenu universel, nommé alors salaire automatique, comme moyen de distribution des bénéfices des progrès de la technique.
Une partie importante de la réflexion de Boss est consacrée au diagnostic de la crise de notre civilisation: pour simplifier, crise culturelle (Art et société), crise politique (La mort du Léviathan), crise technique (Les machines à penser), crise économique (La fin de l'ordre économique).

## Ouvrages publiés
- Art et société. Essai sur la loi culturelle de l'Occident contemporain, Zurich, Grand Midi, 1975.
- L’Enseignement de Spinoza - Commentaire du "Court Traité", Zurich, Grand Midi, 1982.
- La Différence des philosophies - Hume et Spinoza, 2 vol., Zurich, Grand Midi, 1982.
- La Mort du Léviathan - Hobbes, Rawls et notre situation politique, Zurich, Grand Midi, 1984.
- Les Machines à penser - L'homme et l'ordinateur, Zurich, Grand Midi, 1987.
- Introduction aux techniques de la philosophie - Analyse de l'idée de justice, Zurich, Grand Midi, 1989.
- John Stuart Mill - Utilité et induction, Paris, Presses universitaires de France, 1990.
- Esquisses de dialogues philosophiques, Zurich, Grand Midi, 1994.
- Jeux de concepts, Zurich, Grand Midi, 1998.
- La Fin de l'ordre économique, Zurich-Québec, Grand Midi, 2000.
- Lectures philosophiques - Abélard, Descartes, Hobbes, Spinoza, Zurich-Québec, Grand Midi, 2004.
- Explorations et inventions I - Lieux philosophiques, Zurich-Québec, Grand Midi, 2006.
- Explorations et inventions II - Lieux communs, Grand Midi,Zurich-Québec, 2007.